# 小島水青
小島 水青（こじま みずお、1970年 - ）は、日本の小説家、怪談作家。埼玉県生まれ。東京デザイナー学院編集デザイン科卒業。

## 経歴・人物
2008年、「豊漁神」が第3回『幽』怪談文学賞最終候補。2009年、「明星と流星」が第4回『幽』怪談文学賞最終候補。2011年、「鳥のうた、魚のうた」で第6回『幽』怪談文学賞短編部門大賞を受賞しデビュー。
趣味は絵画鑑賞。虫が好き。
筆名の由来は蛾のオオミズアオから。

## 作品リスト

### 単行本
- 『鳥のうた、魚のうた』（2012年6月 メディアファクトリー〈幽ブックス〉）
- 『さようなら、うにこおる』（2013年5月 中央公論新社）
- 『をちこちさんとわたし』（2015年2月 中央公論新社）

### アンソロジー
「」内が収録されている小島水青の作品
- 『恐怖通信 鳥肌ゾーン』シリーズ（東雅夫編・監修、ポプラ社）
  - 『（1）コックリさん』（2012年10月） 「虹色のボタン」
  - 『（2）うずまき』（2013年2月） 「あっちへ行けば」
  - 『（3）後ろにいるよ』（2013年6月） 「葉を落とす」
  - 『（4）くびだけだよ』（2013年10月） 「背の高い女の子」
  - 『（5）腹話術』（2014年2月） 「手のなる木」
  - 『（6）くらやみ』（2014年6月） 「卒業ノートの怪」
- 『男たちの怪談百物語』（2012年10月、幽ブックス、メディアファクトリー）「千葉のリゾートホテル」 / 「修学旅行」 / 「禍福」 / 「心霊写真」 / 「怪しい部屋」 / 「五つの生首」 / 「浦和の馬頭観音」 / 「幽霊自動車」
- 『怪獣文藝』（東雅夫編、2013年3月、幽ブックス、メディアファクトリー） 「火戸町上空の決戦」
- 『視えるがうつる!? 地霊町ふしぎ探偵団』 （2013年8月、角川つばさ文庫、メディアファクトリー）「空を飛ぶラブレター」
- 『怪談実話系 書き下ろし怪談文芸競作集 10 愛』（2013年11月、MF文庫ダ・ヴィンチ、KADOKAWA）「犬小屋のこと」
- 『そっと、抱きよせて 競作集 怪談実話系』（2014年7月、角川文庫、KADOKAWA）「江の島心中」
- 『きっと、夢にみる 競作集 怪談実話系』（2015年4月、角川文庫、KADOKAWA）「花笠の人」

### 単行本未収録作品
- 「火戸町上空の決戦」（2012年7月『幽』17号、メディアファクトリー。のち『怪獣文藝』に転載）
- 「二階」（2014年4月『Ｍｅｉ(冥)』４号、KADOKAWA）
- 「ウサギの耳はなぜ長い」（2014年12月『Ｍｅｉ(冥)』５号、KADOKAWA）
- 「花はバスにのって」（2016年　『小説推理』9月号、双葉社）

### エッセイ
- 「ふしぎの森を」（2012年7月　『幽』17号、メディアファクトリー）
- 「こわい家」（2012年8月『現代怪談実話傑作選　私は幽霊を見た』幽・文庫通信）
- 「山で獣にあうこと」（2013年4月『黒い遭難碑　山の霊異記』（安曇潤平著）巻末）
- 「拾う」（2015年『小説すばる』5月号、集英社）